# Icat Food
Icat Food è un'azienda alimentare italiana specializzata nell'importazione delle conserve ittiche.

L'azienda importa principalmente da Spagna, Portogallo, Marocco, Sud America e distribuisce le conserve attraverso 14 marchi.
L'azienda è stata insignita da Camera di commercio tra le Imprese Storiche d'Italia è il frutto della tradizione e dell'esperienza imprenditoriale della famiglia Teglio che da oltre 170 anni ha creato una profonda conoscenza e un'elevata competenza per il mare , la pesca e la commercializzazione dei suoi prodotti.
La sede legale ed amministrativa dell'azienda è a Genova e il magazzino è ad Arquata Scrivia (AL).

## Storia
Icat Food è stata fondata dal modenese  Laudadio Teglio nel 1850 che aprì l'azienda per l'importazione di pesce salato a Genova. All'inizio del novecento l'azienda decide di investire per la prima volta all'estero, infatti i fratelli Roberto, Federico e Guglielmo acquistano a Polperro in Cornovaglia, un opificio per salare le sardine  che oggi ospita un pittoresco museo della pesca. 
Dopo Laudadio l'azienda passa al figlio Roberto che cura gli affari tra Italia e Gran Bretagna e successivamente suo figlio Mario guida l'azienda durante le difficoltà belliche e del dopoguerra dando le basi per la futura espansione.
Sarà il figlio Piero l'uomo della svolta nella strategia commerciale dell'azienda che intuisce in anticipo l'evoluzione del mercato e lo sviluppo che avrà la grande distribuzione e riorganizza l'attività aziendale investendo in tecnologia e risorse umane.
Oggi la società è guidata della V generazione della famiglia ; alla presidenza vi è Giorgia Serrati Teglio che nel 2020 è stata insignita del titolo di Ordine al merito del lavoro
Nel 1957 distribuisce per la prima volta in Italia il marchio spagnolo Consorcio, fondato dal genovese Giacomo Croce
Verso la fine del secolo scorso vengono acquisiti i marchi Moro ed Angelo Parodi , mentre il marchio Alisa (dalla spagnola Deoleo) nel 2011.
Nel 2012, la CCIAA di Genova ha consegnato a Icat Food il titolo di Impresa Storica d'Italia.
Il 26 febbraio 2013 firma un accordo con il gruppo spagnolo Nutrexpa per l'introduzione nel mercato italiano del marchio Cuétara (snack salati e prima colazione) e del brand di cacao solubile ColaCao, leader del mercato spagnolo.

Nel 2022 inaugura un nuovo polo di logistica e distribuzione eco sostenibile ad Arquata Scrivia.

## Marchi
I marchi di prodotti Icat Food sono Ada, Alisa, Alto Mare, Angelo Parodi, Ardea, Artiach, Captain Byrd, Cuetara, Donzela, Moro, Ocean, Pink Seal, Primier, e Soleado.